# Zyras collaris
Zyras collaris är en skalbaggsart som först beskrevs av Gustaf von Paykull 1800.  Zyras collaris ingår i släktet Zyras, och familjen kortvingar. Arten är reproducerande i Sverige.